# Mount Hewson
Mount Hewson ist ein 3720 m hoher, klippenförmiger Berg im ostantarktischen Viktorialand. Er ragt 10,5 km westsüdwestlich des Mount Adamson in der Deep Freeze Range auf.
Die Südgruppe einer von 1962 bis 1963 durchgeführten Kampagne der New Zealand Geological Survey Antarctic Expedition benannte ihn nach Ronald William Hewson, leitender Geologe der Gruppe.